# Рондай, Нико
Николас (Нико) Рондай (нидерл. Nicolaas "Nico" Rondaij; 3 ноября 1894, Ньивер-Амстел — неизвестно) — нидерландский футболист, игравший на позициях вратаря и нападающего, выступал за амстердамские команды «Де Меуэн» и «Аякс».

## Спортивная карьера
В августе 1911 года Нико Рондай вступил в футбольный клуб ДОСБ из Амстердама. На тот момент он проживал в центре города по адресу Принс Хендриккаде 97. Рондай стал играть за вторую команду, но перед началом сезона 1912/13 был исключён из клуба.
В сентябре 1915 года стал игроком клуба «Де Меуэн», который выступал во втором классе чемпионата Амстердама. В клубе Нико играл на позиции вратаря — в сезоне 1915/16 его команда одержала 12 побед подряд и забила 89 голов, 50 из которых были на счету нападающего Вима Аддикса.
В ноябре 1917 года Нико перешёл в другой амстердамский клуб — «Аякс». Он стал выступать за пятый состав «Аякса», где также играл Руф Вюндеринк. В основном составе «Аякса» провёл один официальный матч. Дебютировал 23 апреля 1922 года в матче чемпионата Нидерландов против «Харлема», сыграв на позиции центрального нападающего — в гостях его команда сыграла вничью со счётом 1:1. Летом того же года он покинул «Аякс».

## Личная жизнь
Нико родился в ноябре 1894 года в муниципалитете Ньивер-Амстел на юге от Амстердама. Отец — Николас Рондай, мать — Мария Магдалена Схатенс, оба родителя были родом из Амстердама. Помимо Нико, в семье было ещё семеро детей: четверо сыновей и трое дочерей. Его старший брат Лауренс Йоханнес тоже был футболистом.

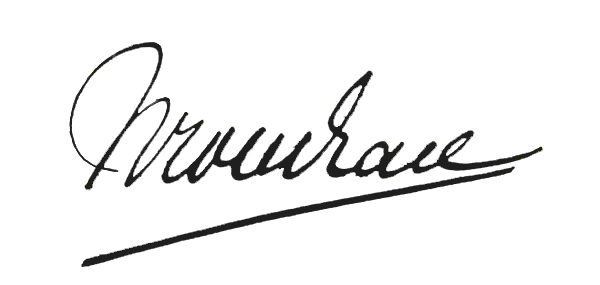
Автограф Нико Рондай.

Работал комиссионным агентом по ценным бумагам. Женился в возрасте двадцати пяти лет — его избранницей стала 22-летняя Агнес Катарина Схуварт, уроженка Амстердама. Их брак был зарегистрирован 25 мая 1920 года в Амстердаме. Его супруга была младшей сестрой Франса и Яна Схуварта, бывших игроков «Аякса».
В 1920 году Нико основал юридическую контору «Rondaij & Co», а его партнёрами стали Фредерик Схуварт и Хенри ван Анрой, однако два года спустя их фирма была ликвидирована.
В апреле 1921 года в семье Рондай родился первый сын — Фредди Виллиам, а в октябре 1924 года второй — Ханс. Младший сын с 1944 года считается пропавшим без вести — в 1973 году Фредди Виллиам через газету NRC Handelsblad пытался найти брата, подав объявление с просьбой, чтобы он явился по указанному адресу.
Его супруга умерла в июне 1982 года в возрасте 84 лет.